# 154-й гвардейский отдельный батальон связи
154-й отдельный гвардейский орденов Александра Невского и Красной Звезды батальон связи (сокр. 154-й гв. обс) — воинское подразделение вооружённых сил СССР во время Великой Отечественной войны и в послевоенный период в составе 39-й гвардейской мотострелковой Барвенковской дивизии 8-й гвардейской армии ГСВГ (ГСОВГ, ЗГВ).
Войсковая часть полевая почта (В/Ч ПП) 38844, позывной — Матросский. Место дислокации с 1949 по 1991 год — г. Ордруф. (ГДР, Германия).

## История
Подразделение ведёт свою историю от 54-й отдельной гвардейской роты связи, которая с момента своего создания входит в состав 39-й гвардейской стрелковой дивизии. 
Периоды вхождения в состав Действующей армии:
- с 20 марта 1943 года по 7 июня 1944 года
- с 15 июня 1944 года по 5 ноября 1944 года

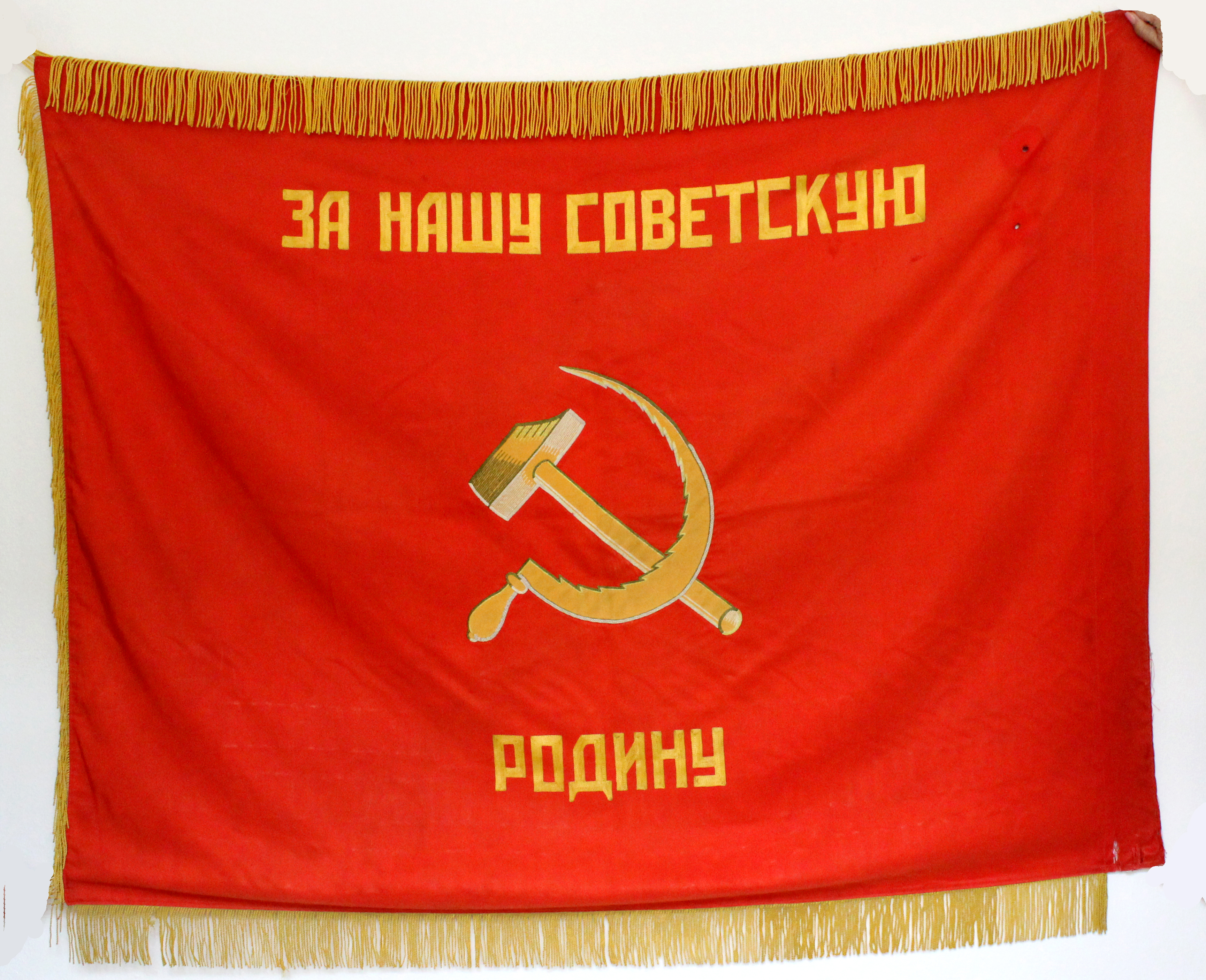
Знамя 154-го отдельного гвардейского батальона связи. Лицевая сторона.

5 ноября 1944 года 54-я отдельная гвардейская рота связи была переформирована в 154-й отдельный гвардейский батальон связи.
В Действующей армии:
- с 5 ноября 1944 года по 9 мая 1945 года[3].

В составе 39-й гвардейской стрелковой дивизии 154-й отдельный гвардейский батальон связи принимает участие в освобождении Левобережной и Правобережной Украины, Березнеговато-Снигирёвская наступательная операция, Харьковской операции, Одесской операции, Барвенково-Лозовской операции, Изюм-Барвенковской наступательной операции, Белорусской наступательной операции, Люблин — Брестской наступательной операции, Висло-Одерской операции, Варшавско—Познанской наступательной операции, Зеловско-Берлинской операции, в Берлинской наступательной операции и Штурме Берлина.
Боевой путь 154-й отдельный гвардейский батальон связи закончил 1 мая 1945 года в Берлинском районе Тиргартен.
По окончании Великой Отечественной войны батальон входит в состав Группы советских оккупационных войск в Германии (ГСВГ, ЗГВ). С 1949 года по 28 октября 1991 год батальон дислоцировался в городе Ордруф в Тюрингии.

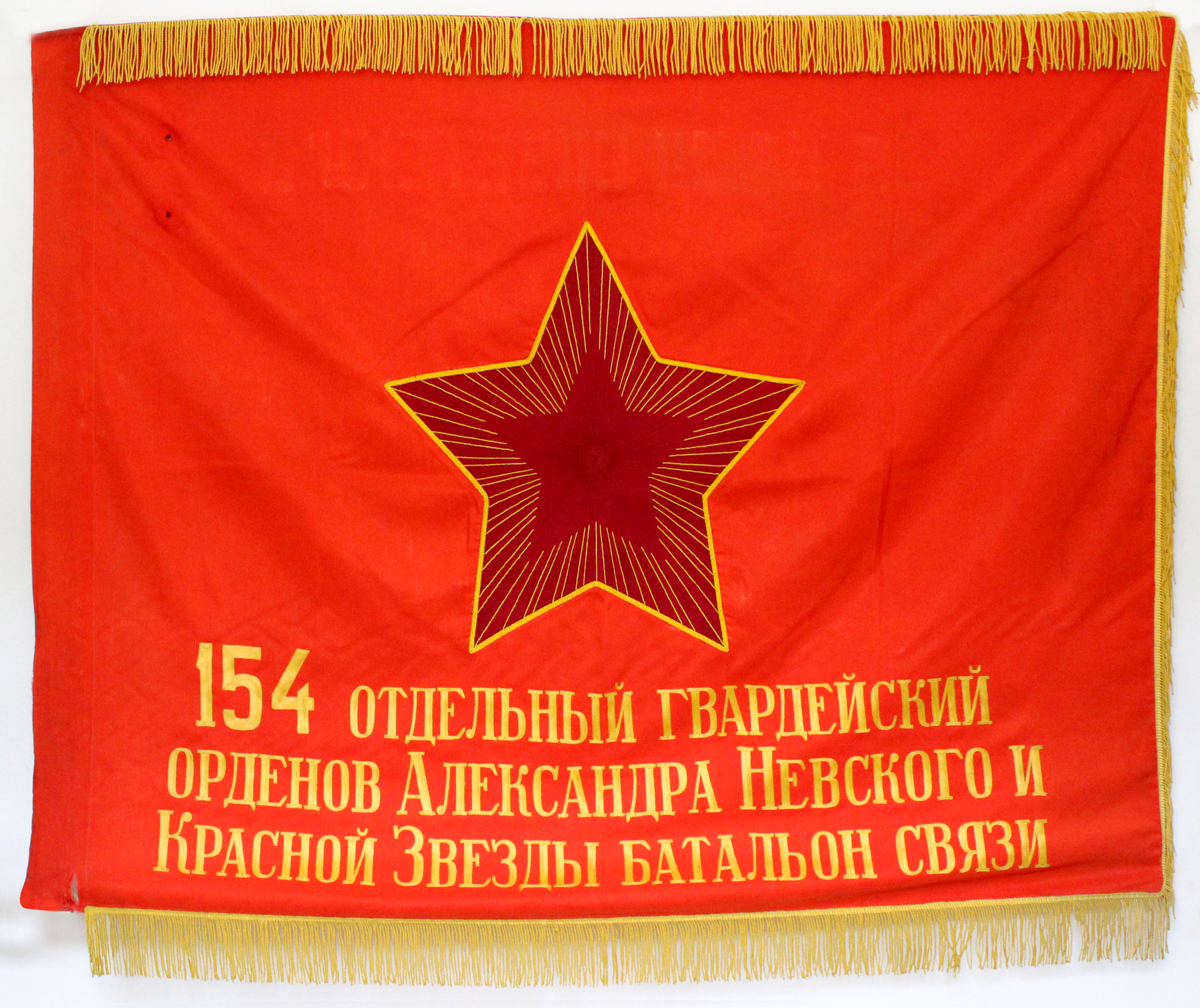
Знамя 154-го отдельного гвардейского батальона связи. Оборотная сторона.

После объединения Германии в 1990-м году, с подписанием 12 сентября 1990 г. министрами иностранных дел ФРГ, ГДР, СССР, США, Франции и Великобритании «Договора об окончательном урегулировании в отношении Германии», пребывание советских войск на территории объединённой Германии — ФРГ стало определяться как временное, а планомерный вывод должен быть осуществлён по 1994 год включительно.
154-й отдельный гвардейский батальон связи в составе 39-й гвардейской мотострелковой дивизии был выведен одним из первых с территории Германии на территорию Украины, в город Белая церковь и расформирован в 1991 году. Вывод проходил с июня по октябрь 1991 года. Последние военнослужащие, вместе с командиром дивизии гвардии генерал-майором Миненко Александром Тимофеевичем и начальником штаба дивизии гвардии полковником Клыковым Виктором Ивановичем покинули территорию Ордруфского гарнизона 28 октября 1991 года. Личный состав батальона был распределен, в основном, в Киевском военном округе.
Боевое знамя, ордена и орденские книжки 154-го отдельного гвардейского батальона связи находится в Национальном музее истории Украины во
Второй мировой войне  (г. Киев, Украина). Боевое знамя периода Великой Отечественной войны, штурмовые флаги, знамёна, вручённые батальону за особые заслуги в мирное время хранятся в знамённом фонде Центрального музея Вооружённых Сил Российской Федерации, г. Москва.

## Командиры

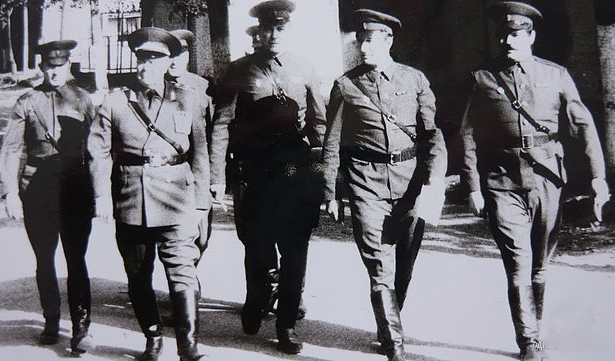
Начальник войск связи ВС СССР
Маршал войск связи А. И. Белов
с командованием 154-го отдельного гвардейского батальона связи, 1985 год.

54-й отдельной гвардейской роты связи
- гвардии капитан Зайцев Иван Алексеевич(октябрь, ноябрь 1942 года);
- гвардии старший лейтенант Лепухин (май — июль 1944 год).

154-го отдельного гвардейского батальона связи
- гвардии капитан Ильин Василий Михайлович (апрель- ноябрь 1945 года).
- гвардии подполковник Боховко (1962—1965).
- гвардии подполковник Лухнов (1967—1970).
- гвардии майор Квасов (1974—1978).
- гвардии майор Агрызков (1978—1979).
- гвардии майор Прокопенко (1979—1980).
- гвардии майор Орынбеков (1980—1981).
- гвардии подполковник Вдовенко (1981—1983).
- гвардии подполковник Алесин (1983—1985).
- гвардии подполковник Большаков (1985—1990).
- гвардии подполковник Фёдоров (1990—1991).

## Награды
| Награда                       | Дата указа       | Кем и за что награжден |
| ----------------------------- | ---------------- | --- |
| Почётное звание «Гвардейский» | август 1942 года | присвоено приказом Народного комиссара обороны СССР при формировании |
| Орден Красной Звезды          | 5 апреля 1945 г. | награжден указом Президиума Верховного Совета СССР от 5 апреля 1945 года за образцовое выполнение заданий командования в боях с немецкими захватчиками при овладении городом и крепостью Познань и проявленные при этом доблесть и мужество.(объявлен приказом Заместителя НКО СССР от 21 мая 1945 года № 092) Орден Красной Звезды № 1561363.          |
| Орден Александра Невского     | 11 июня 1945 г.  | награжден указом Президиума Верховного Совета СССР от 11 июня 1945 года за образцовое выполнение заданий командования в боях с немецкими захватчиками при овладении столицей Германии городом Берлин и проявленные при этом доблесть и мужество.(объявлен приказом Заместителя НКО СССР от 28 июня 1945 года № 0125) Орден Александра Невского № 38491. |

## Отличившиеся воины
Произведено награждений орденами и медалями СССР не меньше:

- орден Красного Знамени — 3
- орден Отечественной войны I степени — 3
- орден Отечественной войны II степени — 36
- орден Красной Звезды — 68
- орден Славы III степени — 36
- медаль За отвагу — 102
- медаль За боевые заслуги — 46

Сотни офицеров, сержантов и солдат награждены медалями "За оборону Сталинграда","За взятие Берлина", «За победу над Германией в Великой Отечественной войне 1941—1945 гг.»